# Hypodoxa viridicoma
Hypodoxa viridicoma är en fjärilsart som beskrevs av W. Warren 1899. Hypodoxa viridicoma ingår i släktet Hypodoxa och familjen mätare. Inga underarter finns listade i Catalogue of Life.